# Asociaciones Departamentales de Fútbol de Bolivia
| AFC ABF ACF AFLP APF AFO ACHF AFP ATF |

Las Asociaciones Departamentales de Fútbol de Bolivia forman parte de la segunda categoría del fútbol en Bolivia. Consiste de 9 ligas regionales, una por cada departamento de Bolivia, el número de participantes varía dependiendo del departamento.

## Autoridades

### Presidentes
| N.º | Nombre           | Asociación                                | Periodo   |
| --- | ---------------- | ----------------------------------------- | --------- |
| 1   | Roberto Sandoval | Asociación Beniana de Fútbol (ABF)        | 2021-act. |
| 2   | Óscar Loredo     | Asociación Chuquisaqueña de Fútbol (ACHF) | 2021-act. |
| 3   | Pablo Zambrana   | Asociación de Fútbol Cochabamba (AFC)     | 2021-act. |
| 4   | Isaac Mollinedo  | Asociación de Fútbol de La Paz (AFLP)     | 2021-act. |
| 5   | Walter Humacayo  | Asociación de Fútbol Oruro (AFO)          | 2022-act. |
| 6   | Yovanny Monje    | Asociación Pandina de Fútbol (APF)        | 2021-act. |
| 7   | Edwin Callapino  | Asociación de Fútbol Potosí (AFP)         | 2021-act. |
| 8   | Noel Montaño     | Asociación Cruceña de Fútbol (ACF)        | 2021-act. |
| 9   | Víctor Mansilla  | Asociación Tarijeña de Fútbol (ATF)       | 2021-act. |

## Lista de asociaciones
| Departamento | Asociación                         | Fundación             | Última edición | Campeón vigente        |
| ------------ | ---------------------------------- | --------------------- | -------------- | ---------------------- |
| Beni         | Asociación Beniana de Fútbol       | 10 de abril de 1936   | 2021           | Libertad Gran Mamoré   |
| Chuquisaca   | Asociación Chuquisaqueña de Fútbol | 3 de julio de 1914    | 2021           | Universitario de Sucre |
| Cochabamba   | Asociación de Fútbol Cochabamba    | 18 de abril de 1924   | 2021           | San Antonio Bulo Bulo  |
| La Paz       | Asociación de Fútbol de La Paz     | 22 de febrero de 1914 | 2020           | FATIC                  |
| Oruro        | Asociación de Fútbol Oruro         | 21 de junio de 1921   | 2021           | Deportivo Shalon       |
| Pando        | Asociación de Fútbol de Pando      | 16 de abril de 1926   | 2021           | Mariscal Sucre         |
| Potosí       | Asociación de Fútbol Potosí        | 11 de julio de 1924   | 2021           | Rosario Central        |
| Santa Cruz   | Asociación Cruceña de Fútbol       | 17 de agosto de 1917  | 2022           | Torre Fuerte           |
| Tarija       | Asociación Tarijeña de Fútbol      | 22 de abril de 1922   | 2024           | Club Municipal         |